# Dama (xadrez)
A Dama ou Rainha é uma peça maior do jogo de xadrez, representada nos países lusófonos pela letra D nas notações algébricas. É a peça de maior valor relativo do jogo, usualmente valorada entre nove e dez pontos. Assim como a Torre, é capaz de, com o auxílio do seu Rei, vencer uma partida contra um Rei solitário. Por sua alta mobilidade é a peça preferida do enxadrista iniciante.
No chaturanga e xatranje, antecessores mais antigos do xadrez, o lugar da Dama era ocupado pelo Firzan ou Firz, equivalente ao vizir ou conselheiro real. Na Europa, durante a Idade Média, a Dama lentamente substituiu seu antecessor, apesar dos movimentos serem os mesmos, e já no final do século XIII estava presente em todo o continente. No fim do século XV, seu movimento foi ampliado atingindo a regra atual, embora as condições de promoção do peão a uma nova Dama ainda fossem restritas.
Por estar sujeita a ataques de peças menores em posições fechadas, normalmente não é utilizada na fase de abertura do jogo, embora existam aberturas classificadas na The Encyclopaedia of Chess Openings com sua utilização prematura. Nas fases de meio-jogo e final, torna-se extremamente útil, pois é empregada com facilidade em táticas como o garfo e o espeto.
A Dama movimenta-se em linhas retas pelas fileiras, colunas e diagonais no tabuleiro. Não pode pular suas próprias peças ou as adversárias e captura tomando a casa ocupada pela adversária. Devido ao seu valor, normalmente é trocada somente pela Dama adversária e o seu sacrifício, em função de outras peças, são posições que normalmente determinam o desfecho da partida.

## Arqueologia

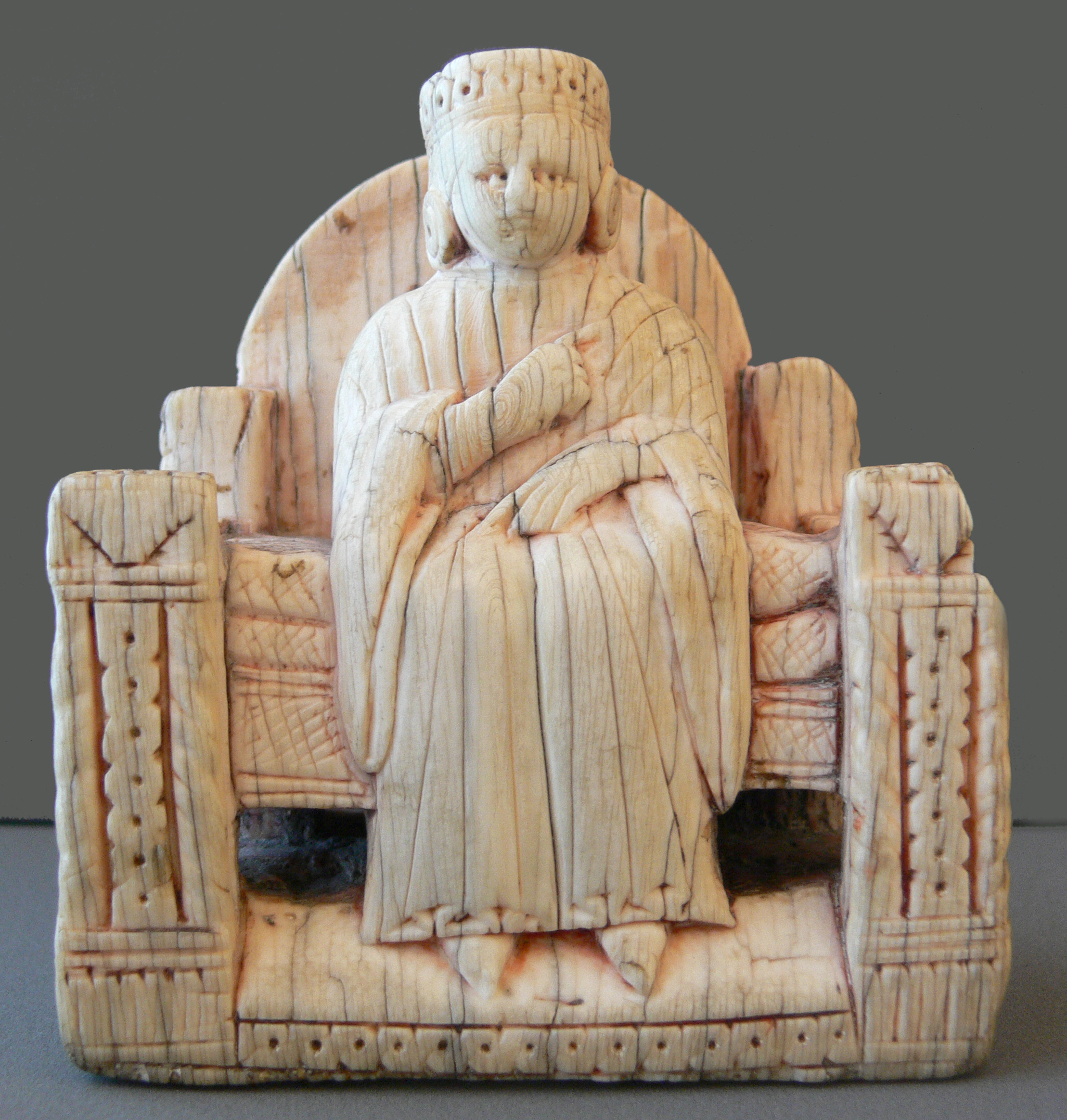
Escultura em marfim, datada do século XII.

As duas figuras mais antigas pertencem ao conjunto de peças de Carlos Magno e foram encontradas no sudeste da Itália, perto da cidade de Salerno e foram datadas entre 1080 e 1100. São figuras femininas em marfim, enclausuradas num pavilhão com pequenas cortesãs ao lado. Ambas usam coroas como sinal de sua autoridade, e uma carrega um globo em uma de suas mãos enquanto a outra tem uma das mãos sobre um cinto afivelado. Acredita-se que estas peças eram elementos decorativos, não sendo utilizadas para a prática do xadrez, devido ao seu tamanho de aproximadamente treze centímetros e massa de um quilo. Outra figura, datada do século XII, é em marfim da Dama sentada em um largo trono, com uma mão sobre o peito e outra sobre o colo, repetindo um gestual de autoridade.
Uma peça de origem espanhola datada do século XII, tem o desenho de uma figura sentada em um pequeno trono, semelhante a um autorama sendo uma das primeiras evidências no país. Enquanto existem evidências arqueológicas na Espanha, Alemanha e Itália, na França e Inglaterra estas são mais raras, tornando difícil rastrear quando a peça foi introduzida nestes países.
As peças de Lewis possuem a figura da Dama semelhante ao Rei, sentada em um trono adornado utilizando uma coroa, porém com uma das mãos na bochecha e com um olhar atônito externando preocupação. Os desenhos dos adornos no trono indicam que as peças são de origem escandinava. Quando o jogo foi introduzido na região, a figura da Dama já estava consolidada sob o tabuleiro, existindo substancial evidência arqueológica de peças escavadas na Suécia, Noruega e Dinamarca, que superam em número os artefatos encontrados em todos os outros países europeus.

## Etimologia
O chaturanga, predecessor indiano do xadrez, não possuía uma figura feminina no tabuleiro, tampouco peça com movimentos semelhantes à Dama no xadrez moderno. No chaturanga, o lugar da Dama era ocupado por uma peça denominada Mantri, que significa vizir ou conselheiro real. Ao atingir a Pérsia esta peça foi chamada de farzin e posteriormente Firz.
No século X, o xadrez chegou à Europa trazido pelos árabes e no poema Versus de Scachis (c.997) é feita a primeira menção da Dama, descrita em latim como Regina (Rainha), embora seu movimento fosse idêntico ao do firz. O Libro de los juegos (1283) contém uma descrição detalhada do firz, que na Espanha foi transliterado para Alfferza. Esta peça provém do árabe Al-firzan, que significa vizir sendo o alfferza conceitualizado como um porta-bandeira (Alfferz), porém a figura foi passada à forma feminina. Esta troca do sexo causou certa confusão devido à presença do firz, uma peça abstrata e masculina, empregada nos conjuntos de peças árabes.
Na Itália, a peça foi nomeada ferzia ou fercia, e na França fierce ou fierge, onde trocou de sexo devido a homofonia entre fierge e a palavra francesa vierge, que significa donzela ou virgem. Sua posição ao lado do Rei no tabuleiro elevou seu status à realeza, principalmente nos países onde havia a presença marcante de rainhas na monarquia. O culto a Nossa Senhora e o amor cortês coincidiram com a ampliação dos movimentos na peça, consolidados do século XV. Como consequência, países católicos como a Itália, França e Espanha utilizaram o vernáculo correspondente de domina que evocam a "Nossa Senhora" enquanto que os países transformados pela reforma protestante como Alemanha e Inglaterra se recusaram a utilizar esta derivação que poderia sugerir um culto a Virgem Maria, optando por usar o termo secular "Rainha".
A peça passou a ser chamada de Dama na França (Dame), Alemanha (Dame), Itália (Donna) e Espanha (Dama), e de Rainha na Inglaterra (Queen). Na Rússia ainda é chamada de ferz (koroleva, ou Rainha, é um termo coloquial e não utilizado por enxadristas profissionais), e em polonês é conhecida também como Hetman — o título de um comandante militar nacional. Na Turquia e em outros países que receberam o jogo diretamente dos árabes, a figura masculina do firz permaneceu embora seus movimentos tenham se tornado idêntico aos da Dama posteriormente.

## Evolução

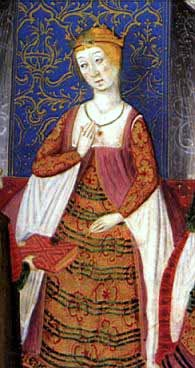
Imagem de Isabel de Castela na pintura conquistando o Reino de Granada, de 1482, por Pedro Marcuello.

O poema Verses on the Game of Chess escrito pelo rabino espanhol Abraão ibn Ezra no final do século XI não inclui a Dama no jogo, porém um poema posterior do mesmo autor já faz esta menção (Shegal, em hebreu). Estes registros evidenciam a origem europeia de inclusão da Dama no jogo, uma vez que na versão árabe do xadrez praticado na Espanha, coexistiu a figura do al-firzan até o século XIII. Ezra conviveu tanto com os espanhóis quanto os árabes e provavelmente recebeu dos primeiros a figura feminina da peça.
No livro Liber de Moribus Hominum et Officiis Nobilium Sive Super Ludo Scacchorum de Cessolis a peça tem a primeira ampliação de seu movimento, sendo permitido  pular até três casas em seu primeiro movimento, desde que junto ao Rei. Esta foi uma tentativa de manter a submissão da Dama em relação ao Rei, que determinava os seus movimentos "conjugais". Também é descrita a restrição da promoção de um peão a Dama enquanto a original ainda não fosse capturada, de modo a simbolizar a monogamia do casal real. Já na Alemanha, um dos poemas de Carmina Burana escritos por volta do século XIII afirmava categoricamente que quando a Dama era capturada, a partida estava virtualmente perdida porém não indicava qual são seus movimentos.
No mesmo período, o trabalho italiano Bonus Socius descreve o movimento do firz melhorado, permitindo-o pular duas casas em diagonal, semelhante ao movimento do Bispo na época. Algum tempo depois, também foi permitido pular peças adversárias assim como o Cavalo, uma vez por jogo, de modo análogo ao roque realizado pelo Rei sendo que esta regra foi utilizada na Turquia e Rússia até o século XVIII.

### Ascensão da Dama
No final da idade média, o movimento da Dama foi ampliado atingindo a regra atual. A primeira evidência desta nova regra pode ser encontrada no poema catalão Scachs d'amor escrito entre 1470 e 1480. O poema descreve uma partida com as regras de movimentação atuais entre Marte cortejando Vênus, observados por Mercúrio e reitera a unicidade da Dama como única e que quando esta é capturada a partida está virtualmente perdida.
Além deste manuscrito, outros dois livros do final do século XV descrevem o novo movimento da Dama, o Libre Del jochs partits dels schachs em nombre de 100 de Francisco Vicente e o Repetición de amores e arte Del axedres com CL iuegos de partido de Luiz Ramíriz de Lucena. A mudança foi tão dramática que o jogo foi chamado por Lucena de de la dama e a versão antiga de del viejo.
As novas regras rapidamente se espalharam pela Europa e já no meio do século XVI eram praticadas em todo o continente. Na Itália e França, a nova variante foi recebida de modo reticente frente aos novos poderes de uma figura feminina e foi nomeada como scacchi de la donna ou alla rabiosa e eschés de la dama ou de la dame enragée. Na Alemanha recebeu o nome de welsches Schachspiel (Xadrez italiano), indicando que as regras foram recebidas a partir da Itália.
Um dos fatores que facilitaram a rápida expansão das novas regras na Europa foi a invenção da prensa de tipos móveis que possibilitou a popularização do livro de Lucena, permitindo que circulasse entre as principais cidades europeias. Outro fator que talvez tenha influenciado foi a expulsão de aproximadamente duas mil famílias de judeus da Espanha. No final do século XV, através do Decreto de Alhambra, Isabel I de Castela e Fernando II de Aragão expulsaram os judeus não convertidos da Espanha, que se espalharam pelos principais centros de comércio, acelerando a disseminação das novas regras de movimentação do jogo.
A ascensão da Dama como a peça de maior valor relativo do xadrez coincidiu com o reinado influente de Isabel I de Castela, entretanto é provável que outras rainhas como Leonor da Aquitânia, Branca de Castela, Teofânia Escleraina e Matilde de Canossa tenham influenciado a inclusão da figura feminina da Dama sobre o tabuleiro. O culto a virgem Maria na França do século XIII também poderia ter influenciado o jogo. O poema Les Miracles de Nostre Dame (Os Milagres de Nossa Dama) figura uma partida entre Adão enfrentando o Diabo. A Dama neste poema é representada por Maria, que apesar dos movimentos limitados do firz, têm uma importância tal que consegue derrotar (aplicar o xeque-mate) ao Diabo.

## Movimento e valor relativo
|   | a | b | c | d | e | f | g | h |   |
| 8 | a8 black circle · e8 black circle · b7 black circle · e7 black circle · h7 black circle · c6 black circle · e6 black circle · g6 black circle · d5 black circle · e5 black circle · f5 black circle · a4 black circle · b4 black circle · c4 black circle · d4 black circle · e4 preto rainha · f4 black circle · g4 black circle · h4 black circle · d3 black circle · e3 black circle · f3 black circle · c2 black circle · e2 black circle · g2 black circle · b1 black circle · e1 black circle · h1 black circle | a8 black circle · e8 black circle · b7 black circle · e7 black circle · h7 black circle · c6 black circle · e6 black circle · g6 black circle · d5 black circle · e5 black circle · f5 black circle · a4 black circle · b4 black circle · c4 black circle · d4 black circle · e4 preto rainha · f4 black circle · g4 black circle · h4 black circle · d3 black circle · e3 black circle · f3 black circle · c2 black circle · e2 black circle · g2 black circle · b1 black circle · e1 black circle · h1 black circle | a8 black circle · e8 black circle · b7 black circle · e7 black circle · h7 black circle · c6 black circle · e6 black circle · g6 black circle · d5 black circle · e5 black circle · f5 black circle · a4 black circle · b4 black circle · c4 black circle · d4 black circle · e4 preto rainha · f4 black circle · g4 black circle · h4 black circle · d3 black circle · e3 black circle · f3 black circle · c2 black circle · e2 black circle · g2 black circle · b1 black circle · e1 black circle · h1 black circle | a8 black circle · e8 black circle · b7 black circle · e7 black circle · h7 black circle · c6 black circle · e6 black circle · g6 black circle · d5 black circle · e5 black circle · f5 black circle · a4 black circle · b4 black circle · c4 black circle · d4 black circle · e4 preto rainha · f4 black circle · g4 black circle · h4 black circle · d3 black circle · e3 black circle · f3 black circle · c2 black circle · e2 black circle · g2 black circle · b1 black circle · e1 black circle · h1 black circle | a8 black circle · e8 black circle · b7 black circle · e7 black circle · h7 black circle · c6 black circle · e6 black circle · g6 black circle · d5 black circle · e5 black circle · f5 black circle · a4 black circle · b4 black circle · c4 black circle · d4 black circle · e4 preto rainha · f4 black circle · g4 black circle · h4 black circle · d3 black circle · e3 black circle · f3 black circle · c2 black circle · e2 black circle · g2 black circle · b1 black circle · e1 black circle · h1 black circle | a8 black circle · e8 black circle · b7 black circle · e7 black circle · h7 black circle · c6 black circle · e6 black circle · g6 black circle · d5 black circle · e5 black circle · f5 black circle · a4 black circle · b4 black circle · c4 black circle · d4 black circle · e4 preto rainha · f4 black circle · g4 black circle · h4 black circle · d3 black circle · e3 black circle · f3 black circle · c2 black circle · e2 black circle · g2 black circle · b1 black circle · e1 black circle · h1 black circle | a8 black circle · e8 black circle · b7 black circle · e7 black circle · h7 black circle · c6 black circle · e6 black circle · g6 black circle · d5 black circle · e5 black circle · f5 black circle · a4 black circle · b4 black circle · c4 black circle · d4 black circle · e4 preto rainha · f4 black circle · g4 black circle · h4 black circle · d3 black circle · e3 black circle · f3 black circle · c2 black circle · e2 black circle · g2 black circle · b1 black circle · e1 black circle · h1 black circle | a8 black circle · e8 black circle · b7 black circle · e7 black circle · h7 black circle · c6 black circle · e6 black circle · g6 black circle · d5 black circle · e5 black circle · f5 black circle · a4 black circle · b4 black circle · c4 black circle · d4 black circle · e4 preto rainha · f4 black circle · g4 black circle · h4 black circle · d3 black circle · e3 black circle · f3 black circle · c2 black circle · e2 black circle · g2 black circle · b1 black circle · e1 black circle · h1 black circle | 8 |
| 7 | a8 black circle · e8 black circle · b7 black circle · e7 black circle · h7 black circle · c6 black circle · e6 black circle · g6 black circle · d5 black circle · e5 black circle · f5 black circle · a4 black circle · b4 black circle · c4 black circle · d4 black circle · e4 preto rainha · f4 black circle · g4 black circle · h4 black circle · d3 black circle · e3 black circle · f3 black circle · c2 black circle · e2 black circle · g2 black circle · b1 black circle · e1 black circle · h1 black circle | a8 black circle · e8 black circle · b7 black circle · e7 black circle · h7 black circle · c6 black circle · e6 black circle · g6 black circle · d5 black circle · e5 black circle · f5 black circle · a4 black circle · b4 black circle · c4 black circle · d4 black circle · e4 preto rainha · f4 black circle · g4 black circle · h4 black circle · d3 black circle · e3 black circle · f3 black circle · c2 black circle · e2 black circle · g2 black circle · b1 black circle · e1 black circle · h1 black circle | a8 black circle · e8 black circle · b7 black circle · e7 black circle · h7 black circle · c6 black circle · e6 black circle · g6 black circle · d5 black circle · e5 black circle · f5 black circle · a4 black circle · b4 black circle · c4 black circle · d4 black circle · e4 preto rainha · f4 black circle · g4 black circle · h4 black circle · d3 black circle · e3 black circle · f3 black circle · c2 black circle · e2 black circle · g2 black circle · b1 black circle · e1 black circle · h1 black circle | a8 black circle · e8 black circle · b7 black circle · e7 black circle · h7 black circle · c6 black circle · e6 black circle · g6 black circle · d5 black circle · e5 black circle · f5 black circle · a4 black circle · b4 black circle · c4 black circle · d4 black circle · e4 preto rainha · f4 black circle · g4 black circle · h4 black circle · d3 black circle · e3 black circle · f3 black circle · c2 black circle · e2 black circle · g2 black circle · b1 black circle · e1 black circle · h1 black circle | a8 black circle · e8 black circle · b7 black circle · e7 black circle · h7 black circle · c6 black circle · e6 black circle · g6 black circle · d5 black circle · e5 black circle · f5 black circle · a4 black circle · b4 black circle · c4 black circle · d4 black circle · e4 preto rainha · f4 black circle · g4 black circle · h4 black circle · d3 black circle · e3 black circle · f3 black circle · c2 black circle · e2 black circle · g2 black circle · b1 black circle · e1 black circle · h1 black circle | a8 black circle · e8 black circle · b7 black circle · e7 black circle · h7 black circle · c6 black circle · e6 black circle · g6 black circle · d5 black circle · e5 black circle · f5 black circle · a4 black circle · b4 black circle · c4 black circle · d4 black circle · e4 preto rainha · f4 black circle · g4 black circle · h4 black circle · d3 black circle · e3 black circle · f3 black circle · c2 black circle · e2 black circle · g2 black circle · b1 black circle · e1 black circle · h1 black circle | a8 black circle · e8 black circle · b7 black circle · e7 black circle · h7 black circle · c6 black circle · e6 black circle · g6 black circle · d5 black circle · e5 black circle · f5 black circle · a4 black circle · b4 black circle · c4 black circle · d4 black circle · e4 preto rainha · f4 black circle · g4 black circle · h4 black circle · d3 black circle · e3 black circle · f3 black circle · c2 black circle · e2 black circle · g2 black circle · b1 black circle · e1 black circle · h1 black circle | a8 black circle · e8 black circle · b7 black circle · e7 black circle · h7 black circle · c6 black circle · e6 black circle · g6 black circle · d5 black circle · e5 black circle · f5 black circle · a4 black circle · b4 black circle · c4 black circle · d4 black circle · e4 preto rainha · f4 black circle · g4 black circle · h4 black circle · d3 black circle · e3 black circle · f3 black circle · c2 black circle · e2 black circle · g2 black circle · b1 black circle · e1 black circle · h1 black circle | 7 |
| 6 | a8 black circle · e8 black circle · b7 black circle · e7 black circle · h7 black circle · c6 black circle · e6 black circle · g6 black circle · d5 black circle · e5 black circle · f5 black circle · a4 black circle · b4 black circle · c4 black circle · d4 black circle · e4 preto rainha · f4 black circle · g4 black circle · h4 black circle · d3 black circle · e3 black circle · f3 black circle · c2 black circle · e2 black circle · g2 black circle · b1 black circle · e1 black circle · h1 black circle | a8 black circle · e8 black circle · b7 black circle · e7 black circle · h7 black circle · c6 black circle · e6 black circle · g6 black circle · d5 black circle · e5 black circle · f5 black circle · a4 black circle · b4 black circle · c4 black circle · d4 black circle · e4 preto rainha · f4 black circle · g4 black circle · h4 black circle · d3 black circle · e3 black circle · f3 black circle · c2 black circle · e2 black circle · g2 black circle · b1 black circle · e1 black circle · h1 black circle | a8 black circle · e8 black circle · b7 black circle · e7 black circle · h7 black circle · c6 black circle · e6 black circle · g6 black circle · d5 black circle · e5 black circle · f5 black circle · a4 black circle · b4 black circle · c4 black circle · d4 black circle · e4 preto rainha · f4 black circle · g4 black circle · h4 black circle · d3 black circle · e3 black circle · f3 black circle · c2 black circle · e2 black circle · g2 black circle · b1 black circle · e1 black circle · h1 black circle | a8 black circle · e8 black circle · b7 black circle · e7 black circle · h7 black circle · c6 black circle · e6 black circle · g6 black circle · d5 black circle · e5 black circle · f5 black circle · a4 black circle · b4 black circle · c4 black circle · d4 black circle · e4 preto rainha · f4 black circle · g4 black circle · h4 black circle · d3 black circle · e3 black circle · f3 black circle · c2 black circle · e2 black circle · g2 black circle · b1 black circle · e1 black circle · h1 black circle | a8 black circle · e8 black circle · b7 black circle · e7 black circle · h7 black circle · c6 black circle · e6 black circle · g6 black circle · d5 black circle · e5 black circle · f5 black circle · a4 black circle · b4 black circle · c4 black circle · d4 black circle · e4 preto rainha · f4 black circle · g4 black circle · h4 black circle · d3 black circle · e3 black circle · f3 black circle · c2 black circle · e2 black circle · g2 black circle · b1 black circle · e1 black circle · h1 black circle | a8 black circle · e8 black circle · b7 black circle · e7 black circle · h7 black circle · c6 black circle · e6 black circle · g6 black circle · d5 black circle · e5 black circle · f5 black circle · a4 black circle · b4 black circle · c4 black circle · d4 black circle · e4 preto rainha · f4 black circle · g4 black circle · h4 black circle · d3 black circle · e3 black circle · f3 black circle · c2 black circle · e2 black circle · g2 black circle · b1 black circle · e1 black circle · h1 black circle | a8 black circle · e8 black circle · b7 black circle · e7 black circle · h7 black circle · c6 black circle · e6 black circle · g6 black circle · d5 black circle · e5 black circle · f5 black circle · a4 black circle · b4 black circle · c4 black circle · d4 black circle · e4 preto rainha · f4 black circle · g4 black circle · h4 black circle · d3 black circle · e3 black circle · f3 black circle · c2 black circle · e2 black circle · g2 black circle · b1 black circle · e1 black circle · h1 black circle | a8 black circle · e8 black circle · b7 black circle · e7 black circle · h7 black circle · c6 black circle · e6 black circle · g6 black circle · d5 black circle · e5 black circle · f5 black circle · a4 black circle · b4 black circle · c4 black circle · d4 black circle · e4 preto rainha · f4 black circle · g4 black circle · h4 black circle · d3 black circle · e3 black circle · f3 black circle · c2 black circle · e2 black circle · g2 black circle · b1 black circle · e1 black circle · h1 black circle | 6 |
| 5 | a8 black circle · e8 black circle · b7 black circle · e7 black circle · h7 black circle · c6 black circle · e6 black circle · g6 black circle · d5 black circle · e5 black circle · f5 black circle · a4 black circle · b4 black circle · c4 black circle · d4 black circle · e4 preto rainha · f4 black circle · g4 black circle · h4 black circle · d3 black circle · e3 black circle · f3 black circle · c2 black circle · e2 black circle · g2 black circle · b1 black circle · e1 black circle · h1 black circle | a8 black circle · e8 black circle · b7 black circle · e7 black circle · h7 black circle · c6 black circle · e6 black circle · g6 black circle · d5 black circle · e5 black circle · f5 black circle · a4 black circle · b4 black circle · c4 black circle · d4 black circle · e4 preto rainha · f4 black circle · g4 black circle · h4 black circle · d3 black circle · e3 black circle · f3 black circle · c2 black circle · e2 black circle · g2 black circle · b1 black circle · e1 black circle · h1 black circle | a8 black circle · e8 black circle · b7 black circle · e7 black circle · h7 black circle · c6 black circle · e6 black circle · g6 black circle · d5 black circle · e5 black circle · f5 black circle · a4 black circle · b4 black circle · c4 black circle · d4 black circle · e4 preto rainha · f4 black circle · g4 black circle · h4 black circle · d3 black circle · e3 black circle · f3 black circle · c2 black circle · e2 black circle · g2 black circle · b1 black circle · e1 black circle · h1 black circle | a8 black circle · e8 black circle · b7 black circle · e7 black circle · h7 black circle · c6 black circle · e6 black circle · g6 black circle · d5 black circle · e5 black circle · f5 black circle · a4 black circle · b4 black circle · c4 black circle · d4 black circle · e4 preto rainha · f4 black circle · g4 black circle · h4 black circle · d3 black circle · e3 black circle · f3 black circle · c2 black circle · e2 black circle · g2 black circle · b1 black circle · e1 black circle · h1 black circle | a8 black circle · e8 black circle · b7 black circle · e7 black circle · h7 black circle · c6 black circle · e6 black circle · g6 black circle · d5 black circle · e5 black circle · f5 black circle · a4 black circle · b4 black circle · c4 black circle · d4 black circle · e4 preto rainha · f4 black circle · g4 black circle · h4 black circle · d3 black circle · e3 black circle · f3 black circle · c2 black circle · e2 black circle · g2 black circle · b1 black circle · e1 black circle · h1 black circle | a8 black circle · e8 black circle · b7 black circle · e7 black circle · h7 black circle · c6 black circle · e6 black circle · g6 black circle · d5 black circle · e5 black circle · f5 black circle · a4 black circle · b4 black circle · c4 black circle · d4 black circle · e4 preto rainha · f4 black circle · g4 black circle · h4 black circle · d3 black circle · e3 black circle · f3 black circle · c2 black circle · e2 black circle · g2 black circle · b1 black circle · e1 black circle · h1 black circle | a8 black circle · e8 black circle · b7 black circle · e7 black circle · h7 black circle · c6 black circle · e6 black circle · g6 black circle · d5 black circle · e5 black circle · f5 black circle · a4 black circle · b4 black circle · c4 black circle · d4 black circle · e4 preto rainha · f4 black circle · g4 black circle · h4 black circle · d3 black circle · e3 black circle · f3 black circle · c2 black circle · e2 black circle · g2 black circle · b1 black circle · e1 black circle · h1 black circle | a8 black circle · e8 black circle · b7 black circle · e7 black circle · h7 black circle · c6 black circle · e6 black circle · g6 black circle · d5 black circle · e5 black circle · f5 black circle · a4 black circle · b4 black circle · c4 black circle · d4 black circle · e4 preto rainha · f4 black circle · g4 black circle · h4 black circle · d3 black circle · e3 black circle · f3 black circle · c2 black circle · e2 black circle · g2 black circle · b1 black circle · e1 black circle · h1 black circle | 5 |
| 4 | a8 black circle · e8 black circle · b7 black circle · e7 black circle · h7 black circle · c6 black circle · e6 black circle · g6 black circle · d5 black circle · e5 black circle · f5 black circle · a4 black circle · b4 black circle · c4 black circle · d4 black circle · e4 preto rainha · f4 black circle · g4 black circle · h4 black circle · d3 black circle · e3 black circle · f3 black circle · c2 black circle · e2 black circle · g2 black circle · b1 black circle · e1 black circle · h1 black circle | a8 black circle · e8 black circle · b7 black circle · e7 black circle · h7 black circle · c6 black circle · e6 black circle · g6 black circle · d5 black circle · e5 black circle · f5 black circle · a4 black circle · b4 black circle · c4 black circle · d4 black circle · e4 preto rainha · f4 black circle · g4 black circle · h4 black circle · d3 black circle · e3 black circle · f3 black circle · c2 black circle · e2 black circle · g2 black circle · b1 black circle · e1 black circle · h1 black circle | a8 black circle · e8 black circle · b7 black circle · e7 black circle · h7 black circle · c6 black circle · e6 black circle · g6 black circle · d5 black circle · e5 black circle · f5 black circle · a4 black circle · b4 black circle · c4 black circle · d4 black circle · e4 preto rainha · f4 black circle · g4 black circle · h4 black circle · d3 black circle · e3 black circle · f3 black circle · c2 black circle · e2 black circle · g2 black circle · b1 black circle · e1 black circle · h1 black circle | a8 black circle · e8 black circle · b7 black circle · e7 black circle · h7 black circle · c6 black circle · e6 black circle · g6 black circle · d5 black circle · e5 black circle · f5 black circle · a4 black circle · b4 black circle · c4 black circle · d4 black circle · e4 preto rainha · f4 black circle · g4 black circle · h4 black circle · d3 black circle · e3 black circle · f3 black circle · c2 black circle · e2 black circle · g2 black circle · b1 black circle · e1 black circle · h1 black circle | a8 black circle · e8 black circle · b7 black circle · e7 black circle · h7 black circle · c6 black circle · e6 black circle · g6 black circle · d5 black circle · e5 black circle · f5 black circle · a4 black circle · b4 black circle · c4 black circle · d4 black circle · e4 preto rainha · f4 black circle · g4 black circle · h4 black circle · d3 black circle · e3 black circle · f3 black circle · c2 black circle · e2 black circle · g2 black circle · b1 black circle · e1 black circle · h1 black circle | a8 black circle · e8 black circle · b7 black circle · e7 black circle · h7 black circle · c6 black circle · e6 black circle · g6 black circle · d5 black circle · e5 black circle · f5 black circle · a4 black circle · b4 black circle · c4 black circle · d4 black circle · e4 preto rainha · f4 black circle · g4 black circle · h4 black circle · d3 black circle · e3 black circle · f3 black circle · c2 black circle · e2 black circle · g2 black circle · b1 black circle · e1 black circle · h1 black circle | a8 black circle · e8 black circle · b7 black circle · e7 black circle · h7 black circle · c6 black circle · e6 black circle · g6 black circle · d5 black circle · e5 black circle · f5 black circle · a4 black circle · b4 black circle · c4 black circle · d4 black circle · e4 preto rainha · f4 black circle · g4 black circle · h4 black circle · d3 black circle · e3 black circle · f3 black circle · c2 black circle · e2 black circle · g2 black circle · b1 black circle · e1 black circle · h1 black circle | a8 black circle · e8 black circle · b7 black circle · e7 black circle · h7 black circle · c6 black circle · e6 black circle · g6 black circle · d5 black circle · e5 black circle · f5 black circle · a4 black circle · b4 black circle · c4 black circle · d4 black circle · e4 preto rainha · f4 black circle · g4 black circle · h4 black circle · d3 black circle · e3 black circle · f3 black circle · c2 black circle · e2 black circle · g2 black circle · b1 black circle · e1 black circle · h1 black circle | 4 |
| 3 | a8 black circle · e8 black circle · b7 black circle · e7 black circle · h7 black circle · c6 black circle · e6 black circle · g6 black circle · d5 black circle · e5 black circle · f5 black circle · a4 black circle · b4 black circle · c4 black circle · d4 black circle · e4 preto rainha · f4 black circle · g4 black circle · h4 black circle · d3 black circle · e3 black circle · f3 black circle · c2 black circle · e2 black circle · g2 black circle · b1 black circle · e1 black circle · h1 black circle | a8 black circle · e8 black circle · b7 black circle · e7 black circle · h7 black circle · c6 black circle · e6 black circle · g6 black circle · d5 black circle · e5 black circle · f5 black circle · a4 black circle · b4 black circle · c4 black circle · d4 black circle · e4 preto rainha · f4 black circle · g4 black circle · h4 black circle · d3 black circle · e3 black circle · f3 black circle · c2 black circle · e2 black circle · g2 black circle · b1 black circle · e1 black circle · h1 black circle | a8 black circle · e8 black circle · b7 black circle · e7 black circle · h7 black circle · c6 black circle · e6 black circle · g6 black circle · d5 black circle · e5 black circle · f5 black circle · a4 black circle · b4 black circle · c4 black circle · d4 black circle · e4 preto rainha · f4 black circle · g4 black circle · h4 black circle · d3 black circle · e3 black circle · f3 black circle · c2 black circle · e2 black circle · g2 black circle · b1 black circle · e1 black circle · h1 black circle | a8 black circle · e8 black circle · b7 black circle · e7 black circle · h7 black circle · c6 black circle · e6 black circle · g6 black circle · d5 black circle · e5 black circle · f5 black circle · a4 black circle · b4 black circle · c4 black circle · d4 black circle · e4 preto rainha · f4 black circle · g4 black circle · h4 black circle · d3 black circle · e3 black circle · f3 black circle · c2 black circle · e2 black circle · g2 black circle · b1 black circle · e1 black circle · h1 black circle | a8 black circle · e8 black circle · b7 black circle · e7 black circle · h7 black circle · c6 black circle · e6 black circle · g6 black circle · d5 black circle · e5 black circle · f5 black circle · a4 black circle · b4 black circle · c4 black circle · d4 black circle · e4 preto rainha · f4 black circle · g4 black circle · h4 black circle · d3 black circle · e3 black circle · f3 black circle · c2 black circle · e2 black circle · g2 black circle · b1 black circle · e1 black circle · h1 black circle | a8 black circle · e8 black circle · b7 black circle · e7 black circle · h7 black circle · c6 black circle · e6 black circle · g6 black circle · d5 black circle · e5 black circle · f5 black circle · a4 black circle · b4 black circle · c4 black circle · d4 black circle · e4 preto rainha · f4 black circle · g4 black circle · h4 black circle · d3 black circle · e3 black circle · f3 black circle · c2 black circle · e2 black circle · g2 black circle · b1 black circle · e1 black circle · h1 black circle | a8 black circle · e8 black circle · b7 black circle · e7 black circle · h7 black circle · c6 black circle · e6 black circle · g6 black circle · d5 black circle · e5 black circle · f5 black circle · a4 black circle · b4 black circle · c4 black circle · d4 black circle · e4 preto rainha · f4 black circle · g4 black circle · h4 black circle · d3 black circle · e3 black circle · f3 black circle · c2 black circle · e2 black circle · g2 black circle · b1 black circle · e1 black circle · h1 black circle | a8 black circle · e8 black circle · b7 black circle · e7 black circle · h7 black circle · c6 black circle · e6 black circle · g6 black circle · d5 black circle · e5 black circle · f5 black circle · a4 black circle · b4 black circle · c4 black circle · d4 black circle · e4 preto rainha · f4 black circle · g4 black circle · h4 black circle · d3 black circle · e3 black circle · f3 black circle · c2 black circle · e2 black circle · g2 black circle · b1 black circle · e1 black circle · h1 black circle | 3 |
| 2 | a8 black circle · e8 black circle · b7 black circle · e7 black circle · h7 black circle · c6 black circle · e6 black circle · g6 black circle · d5 black circle · e5 black circle · f5 black circle · a4 black circle · b4 black circle · c4 black circle · d4 black circle · e4 preto rainha · f4 black circle · g4 black circle · h4 black circle · d3 black circle · e3 black circle · f3 black circle · c2 black circle · e2 black circle · g2 black circle · b1 black circle · e1 black circle · h1 black circle | a8 black circle · e8 black circle · b7 black circle · e7 black circle · h7 black circle · c6 black circle · e6 black circle · g6 black circle · d5 black circle · e5 black circle · f5 black circle · a4 black circle · b4 black circle · c4 black circle · d4 black circle · e4 preto rainha · f4 black circle · g4 black circle · h4 black circle · d3 black circle · e3 black circle · f3 black circle · c2 black circle · e2 black circle · g2 black circle · b1 black circle · e1 black circle · h1 black circle | a8 black circle · e8 black circle · b7 black circle · e7 black circle · h7 black circle · c6 black circle · e6 black circle · g6 black circle · d5 black circle · e5 black circle · f5 black circle · a4 black circle · b4 black circle · c4 black circle · d4 black circle · e4 preto rainha · f4 black circle · g4 black circle · h4 black circle · d3 black circle · e3 black circle · f3 black circle · c2 black circle · e2 black circle · g2 black circle · b1 black circle · e1 black circle · h1 black circle | a8 black circle · e8 black circle · b7 black circle · e7 black circle · h7 black circle · c6 black circle · e6 black circle · g6 black circle · d5 black circle · e5 black circle · f5 black circle · a4 black circle · b4 black circle · c4 black circle · d4 black circle · e4 preto rainha · f4 black circle · g4 black circle · h4 black circle · d3 black circle · e3 black circle · f3 black circle · c2 black circle · e2 black circle · g2 black circle · b1 black circle · e1 black circle · h1 black circle | a8 black circle · e8 black circle · b7 black circle · e7 black circle · h7 black circle · c6 black circle · e6 black circle · g6 black circle · d5 black circle · e5 black circle · f5 black circle · a4 black circle · b4 black circle · c4 black circle · d4 black circle · e4 preto rainha · f4 black circle · g4 black circle · h4 black circle · d3 black circle · e3 black circle · f3 black circle · c2 black circle · e2 black circle · g2 black circle · b1 black circle · e1 black circle · h1 black circle | a8 black circle · e8 black circle · b7 black circle · e7 black circle · h7 black circle · c6 black circle · e6 black circle · g6 black circle · d5 black circle · e5 black circle · f5 black circle · a4 black circle · b4 black circle · c4 black circle · d4 black circle · e4 preto rainha · f4 black circle · g4 black circle · h4 black circle · d3 black circle · e3 black circle · f3 black circle · c2 black circle · e2 black circle · g2 black circle · b1 black circle · e1 black circle · h1 black circle | a8 black circle · e8 black circle · b7 black circle · e7 black circle · h7 black circle · c6 black circle · e6 black circle · g6 black circle · d5 black circle · e5 black circle · f5 black circle · a4 black circle · b4 black circle · c4 black circle · d4 black circle · e4 preto rainha · f4 black circle · g4 black circle · h4 black circle · d3 black circle · e3 black circle · f3 black circle · c2 black circle · e2 black circle · g2 black circle · b1 black circle · e1 black circle · h1 black circle | a8 black circle · e8 black circle · b7 black circle · e7 black circle · h7 black circle · c6 black circle · e6 black circle · g6 black circle · d5 black circle · e5 black circle · f5 black circle · a4 black circle · b4 black circle · c4 black circle · d4 black circle · e4 preto rainha · f4 black circle · g4 black circle · h4 black circle · d3 black circle · e3 black circle · f3 black circle · c2 black circle · e2 black circle · g2 black circle · b1 black circle · e1 black circle · h1 black circle | 2 |
| 1 | a8 black circle · e8 black circle · b7 black circle · e7 black circle · h7 black circle · c6 black circle · e6 black circle · g6 black circle · d5 black circle · e5 black circle · f5 black circle · a4 black circle · b4 black circle · c4 black circle · d4 black circle · e4 preto rainha · f4 black circle · g4 black circle · h4 black circle · d3 black circle · e3 black circle · f3 black circle · c2 black circle · e2 black circle · g2 black circle · b1 black circle · e1 black circle · h1 black circle | a8 black circle · e8 black circle · b7 black circle · e7 black circle · h7 black circle · c6 black circle · e6 black circle · g6 black circle · d5 black circle · e5 black circle · f5 black circle · a4 black circle · b4 black circle · c4 black circle · d4 black circle · e4 preto rainha · f4 black circle · g4 black circle · h4 black circle · d3 black circle · e3 black circle · f3 black circle · c2 black circle · e2 black circle · g2 black circle · b1 black circle · e1 black circle · h1 black circle | a8 black circle · e8 black circle · b7 black circle · e7 black circle · h7 black circle · c6 black circle · e6 black circle · g6 black circle · d5 black circle · e5 black circle · f5 black circle · a4 black circle · b4 black circle · c4 black circle · d4 black circle · e4 preto rainha · f4 black circle · g4 black circle · h4 black circle · d3 black circle · e3 black circle · f3 black circle · c2 black circle · e2 black circle · g2 black circle · b1 black circle · e1 black circle · h1 black circle | a8 black circle · e8 black circle · b7 black circle · e7 black circle · h7 black circle · c6 black circle · e6 black circle · g6 black circle · d5 black circle · e5 black circle · f5 black circle · a4 black circle · b4 black circle · c4 black circle · d4 black circle · e4 preto rainha · f4 black circle · g4 black circle · h4 black circle · d3 black circle · e3 black circle · f3 black circle · c2 black circle · e2 black circle · g2 black circle · b1 black circle · e1 black circle · h1 black circle | a8 black circle · e8 black circle · b7 black circle · e7 black circle · h7 black circle · c6 black circle · e6 black circle · g6 black circle · d5 black circle · e5 black circle · f5 black circle · a4 black circle · b4 black circle · c4 black circle · d4 black circle · e4 preto rainha · f4 black circle · g4 black circle · h4 black circle · d3 black circle · e3 black circle · f3 black circle · c2 black circle · e2 black circle · g2 black circle · b1 black circle · e1 black circle · h1 black circle | a8 black circle · e8 black circle · b7 black circle · e7 black circle · h7 black circle · c6 black circle · e6 black circle · g6 black circle · d5 black circle · e5 black circle · f5 black circle · a4 black circle · b4 black circle · c4 black circle · d4 black circle · e4 preto rainha · f4 black circle · g4 black circle · h4 black circle · d3 black circle · e3 black circle · f3 black circle · c2 black circle · e2 black circle · g2 black circle · b1 black circle · e1 black circle · h1 black circle | a8 black circle · e8 black circle · b7 black circle · e7 black circle · h7 black circle · c6 black circle · e6 black circle · g6 black circle · d5 black circle · e5 black circle · f5 black circle · a4 black circle · b4 black circle · c4 black circle · d4 black circle · e4 preto rainha · f4 black circle · g4 black circle · h4 black circle · d3 black circle · e3 black circle · f3 black circle · c2 black circle · e2 black circle · g2 black circle · b1 black circle · e1 black circle · h1 black circle | a8 black circle · e8 black circle · b7 black circle · e7 black circle · h7 black circle · c6 black circle · e6 black circle · g6 black circle · d5 black circle · e5 black circle · f5 black circle · a4 black circle · b4 black circle · c4 black circle · d4 black circle · e4 preto rainha · f4 black circle · g4 black circle · h4 black circle · d3 black circle · e3 black circle · f3 black circle · c2 black circle · e2 black circle · g2 black circle · b1 black circle · e1 black circle · h1 black circle | 1 |
|   | a | b | c | d | e | f | g | h |   |

Cada enxadrista inicia o jogo com uma Dama, posicionada no meio da primeira fileira ao lado do Rei. A Dama branca inicia o jogo numa casa clara, e a negra numa casa escura, daí a regra "Dama na cor". Na notação algébrica, a Dama branca começa o jogo em d1 e a negra em d8.
A Dama possui o movimento combinado da Torre e do Bispo, movendo-se em linha reta nas fileiras, colunas e diagonais. O número de casas que pode atacar num tabuleiro vazio varia de 21 a 27 casas sendo mais efetiva no centro do tabuleiro. Não pode pular peças de mesma cor ou adversária e seu movimento de captura consiste em ocupar a casa da peça adversária. Conforme estabelece a FIDE, a Dama deve ser representada pela letra D nos países lusófonos nas notações algébricas de xadrez, que devem ser utilizadas em torneios oficiais. Em periódicos e na literatura, recomenda-se a utilização de figuras ou diagramas ( e ).
Devido a importância que a Dama adquiriu no xadrez, foi difundida uma expressão em francês Gardez la Dame que significa Proteja a Dama, anunciada quando o enxadrista atacava a peça adversária. Esta expressão, porém, caiu em desuso no final do século XIX, e assim como o xeque, não é mais empregada em competições formais.
Usualmente, o valor relativo da Dama é estimado entre 7,9 e 15,5 pontos em relação ao valor de referência de um Peão, embora o valor mais citado na literatura seja entre nove e dez pontos. Este valor é calculado em função da mobilidade da Dama e a quantidade de peças adversárias no tabuleiro. Sua capacidade de mover-se numa direção e atacar em outra, permite que execute com facilidade táticas como o espeto e o garfo.
À medida que existem menos adversárias, a peça se torna mais valiosa. Uma Dama tem o mesmo valor que duas torres, sobretudo se existirem outras peças no tabuleiro, mas as torres tornam-se mais valiosas quando o tabuleiro se esvazia uma vez que podem se defender. Uma torre com um peão e uma peça menor têm um valor aproximado da Dama, entretanto a condição de igualdade só é estabelecida se o lado sem Dama possuir o par de bispos. Em finais com três peças menores, estas são um pouco mais valiosas que a Dama, principalmente se for um par de bispos e um cavalo, cuja combinação não sofre da fraqueza da cor de quando tem-se apenas um bispo.

## Estratégia
Enxadristas iniciantes desenvolvem a Dama o quanto antes possível, na esperança de saquear as posições adversárias ou aplicar um xeque-mate como o Mate Pastor. Todavia esta estratégia é desvantajosa contra adversários experientes uma vez que um ataque da Dama solitária pode ser facilmente repelido por qualquer peça adversária no início do jogo. Além disso, devido ao alto valor da Dama, o defensor pode ganhar tempo e espaço ao ameaçar a Dama atacante, forçando-a a bater em retirada. Apesar disso, a defesa escandinava, que tem na linha principal o desenvolvimento da Dama no segundo e terceiro movimento é razoável sendo inclusive jogada em campeonatos mundiais.
A troca de damas muitas vezes marca o início da fase final da partida, embora existam finais com a Dama. Devido a multiplicidade dos movimentos possíveis da Dama e a possibilidade de xeque perpétuo os finais com dama são notoriamente difíceis de vencer.
No final da partida a superioridade da peça torna-se evidente na quantidade de mates básicos em que consegue vencer a partida. Contra um Rei solitário consegue vencer em no mínimo 10 lances. Em finais sem peões, uma Dama é capaz de derrotar um adversário com somente uma Torre, ou uma peça menor e devido a multiplicidade de movimentos  consegue forçar um empate por repetição da mesma posição no tabuleiro ou pela regra dos 50 movimentos, embora a nível profissional a partida seja considerada empatada antes.  Duas Torres contra uma Dama conseguem forçar um empate e em alguns finais, a Dama é capaz de derrotar duas peças menores como um bispo e um cavalo apesar de em algumas situações dois bispos podem criar uma fortaleza. Três peças menores ou uma torre e duas peças menores conseguem forçar um empate.
Em finais com peões, as chances de empatar do adversário que não possui a Dama aumentam em função da posição dos peões e de seu próprio Rei. Peões conectados e passados tem mais chance de forçar um empate, principalmente se o Rei conseguir apoiar seus peões, o que impede pela oposição que o adversário o faça. De um modo geral, a medida que o valor das peças adversárias se equipara ao valor da Dama, maiores são a possibilidade de empate.

## Sacrifício da Dama
|   | a | b | c | d | e | f | g | h |   |
| 8 | a8 preto torre · e8 preto torre · g8 preto rei · a7 preto peão · b7 preto peão · f7 preto peão · g7 preto bispo · h7 preto peão · b6 preto rainha · c6 preto peão · e6 preto bispo · g6 preto peão · c5 branco bispo · c4 branco bispo · d4 branco peão · a3 branco rainha · c3 preto cavalo · f3 branco cavalo · a2 branco peão · f2 branco peão · g2 branco peão · h2 branco peão · d1 branco torre · f1 branco rei · h1 branco torre | a8 preto torre · e8 preto torre · g8 preto rei · a7 preto peão · b7 preto peão · f7 preto peão · g7 preto bispo · h7 preto peão · b6 preto rainha · c6 preto peão · e6 preto bispo · g6 preto peão · c5 branco bispo · c4 branco bispo · d4 branco peão · a3 branco rainha · c3 preto cavalo · f3 branco cavalo · a2 branco peão · f2 branco peão · g2 branco peão · h2 branco peão · d1 branco torre · f1 branco rei · h1 branco torre | a8 preto torre · e8 preto torre · g8 preto rei · a7 preto peão · b7 preto peão · f7 preto peão · g7 preto bispo · h7 preto peão · b6 preto rainha · c6 preto peão · e6 preto bispo · g6 preto peão · c5 branco bispo · c4 branco bispo · d4 branco peão · a3 branco rainha · c3 preto cavalo · f3 branco cavalo · a2 branco peão · f2 branco peão · g2 branco peão · h2 branco peão · d1 branco torre · f1 branco rei · h1 branco torre | a8 preto torre · e8 preto torre · g8 preto rei · a7 preto peão · b7 preto peão · f7 preto peão · g7 preto bispo · h7 preto peão · b6 preto rainha · c6 preto peão · e6 preto bispo · g6 preto peão · c5 branco bispo · c4 branco bispo · d4 branco peão · a3 branco rainha · c3 preto cavalo · f3 branco cavalo · a2 branco peão · f2 branco peão · g2 branco peão · h2 branco peão · d1 branco torre · f1 branco rei · h1 branco torre | a8 preto torre · e8 preto torre · g8 preto rei · a7 preto peão · b7 preto peão · f7 preto peão · g7 preto bispo · h7 preto peão · b6 preto rainha · c6 preto peão · e6 preto bispo · g6 preto peão · c5 branco bispo · c4 branco bispo · d4 branco peão · a3 branco rainha · c3 preto cavalo · f3 branco cavalo · a2 branco peão · f2 branco peão · g2 branco peão · h2 branco peão · d1 branco torre · f1 branco rei · h1 branco torre | a8 preto torre · e8 preto torre · g8 preto rei · a7 preto peão · b7 preto peão · f7 preto peão · g7 preto bispo · h7 preto peão · b6 preto rainha · c6 preto peão · e6 preto bispo · g6 preto peão · c5 branco bispo · c4 branco bispo · d4 branco peão · a3 branco rainha · c3 preto cavalo · f3 branco cavalo · a2 branco peão · f2 branco peão · g2 branco peão · h2 branco peão · d1 branco torre · f1 branco rei · h1 branco torre | a8 preto torre · e8 preto torre · g8 preto rei · a7 preto peão · b7 preto peão · f7 preto peão · g7 preto bispo · h7 preto peão · b6 preto rainha · c6 preto peão · e6 preto bispo · g6 preto peão · c5 branco bispo · c4 branco bispo · d4 branco peão · a3 branco rainha · c3 preto cavalo · f3 branco cavalo · a2 branco peão · f2 branco peão · g2 branco peão · h2 branco peão · d1 branco torre · f1 branco rei · h1 branco torre | a8 preto torre · e8 preto torre · g8 preto rei · a7 preto peão · b7 preto peão · f7 preto peão · g7 preto bispo · h7 preto peão · b6 preto rainha · c6 preto peão · e6 preto bispo · g6 preto peão · c5 branco bispo · c4 branco bispo · d4 branco peão · a3 branco rainha · c3 preto cavalo · f3 branco cavalo · a2 branco peão · f2 branco peão · g2 branco peão · h2 branco peão · d1 branco torre · f1 branco rei · h1 branco torre | 8 |
| 7 | a8 preto torre · e8 preto torre · g8 preto rei · a7 preto peão · b7 preto peão · f7 preto peão · g7 preto bispo · h7 preto peão · b6 preto rainha · c6 preto peão · e6 preto bispo · g6 preto peão · c5 branco bispo · c4 branco bispo · d4 branco peão · a3 branco rainha · c3 preto cavalo · f3 branco cavalo · a2 branco peão · f2 branco peão · g2 branco peão · h2 branco peão · d1 branco torre · f1 branco rei · h1 branco torre | a8 preto torre · e8 preto torre · g8 preto rei · a7 preto peão · b7 preto peão · f7 preto peão · g7 preto bispo · h7 preto peão · b6 preto rainha · c6 preto peão · e6 preto bispo · g6 preto peão · c5 branco bispo · c4 branco bispo · d4 branco peão · a3 branco rainha · c3 preto cavalo · f3 branco cavalo · a2 branco peão · f2 branco peão · g2 branco peão · h2 branco peão · d1 branco torre · f1 branco rei · h1 branco torre | a8 preto torre · e8 preto torre · g8 preto rei · a7 preto peão · b7 preto peão · f7 preto peão · g7 preto bispo · h7 preto peão · b6 preto rainha · c6 preto peão · e6 preto bispo · g6 preto peão · c5 branco bispo · c4 branco bispo · d4 branco peão · a3 branco rainha · c3 preto cavalo · f3 branco cavalo · a2 branco peão · f2 branco peão · g2 branco peão · h2 branco peão · d1 branco torre · f1 branco rei · h1 branco torre | a8 preto torre · e8 preto torre · g8 preto rei · a7 preto peão · b7 preto peão · f7 preto peão · g7 preto bispo · h7 preto peão · b6 preto rainha · c6 preto peão · e6 preto bispo · g6 preto peão · c5 branco bispo · c4 branco bispo · d4 branco peão · a3 branco rainha · c3 preto cavalo · f3 branco cavalo · a2 branco peão · f2 branco peão · g2 branco peão · h2 branco peão · d1 branco torre · f1 branco rei · h1 branco torre | a8 preto torre · e8 preto torre · g8 preto rei · a7 preto peão · b7 preto peão · f7 preto peão · g7 preto bispo · h7 preto peão · b6 preto rainha · c6 preto peão · e6 preto bispo · g6 preto peão · c5 branco bispo · c4 branco bispo · d4 branco peão · a3 branco rainha · c3 preto cavalo · f3 branco cavalo · a2 branco peão · f2 branco peão · g2 branco peão · h2 branco peão · d1 branco torre · f1 branco rei · h1 branco torre | a8 preto torre · e8 preto torre · g8 preto rei · a7 preto peão · b7 preto peão · f7 preto peão · g7 preto bispo · h7 preto peão · b6 preto rainha · c6 preto peão · e6 preto bispo · g6 preto peão · c5 branco bispo · c4 branco bispo · d4 branco peão · a3 branco rainha · c3 preto cavalo · f3 branco cavalo · a2 branco peão · f2 branco peão · g2 branco peão · h2 branco peão · d1 branco torre · f1 branco rei · h1 branco torre | a8 preto torre · e8 preto torre · g8 preto rei · a7 preto peão · b7 preto peão · f7 preto peão · g7 preto bispo · h7 preto peão · b6 preto rainha · c6 preto peão · e6 preto bispo · g6 preto peão · c5 branco bispo · c4 branco bispo · d4 branco peão · a3 branco rainha · c3 preto cavalo · f3 branco cavalo · a2 branco peão · f2 branco peão · g2 branco peão · h2 branco peão · d1 branco torre · f1 branco rei · h1 branco torre | a8 preto torre · e8 preto torre · g8 preto rei · a7 preto peão · b7 preto peão · f7 preto peão · g7 preto bispo · h7 preto peão · b6 preto rainha · c6 preto peão · e6 preto bispo · g6 preto peão · c5 branco bispo · c4 branco bispo · d4 branco peão · a3 branco rainha · c3 preto cavalo · f3 branco cavalo · a2 branco peão · f2 branco peão · g2 branco peão · h2 branco peão · d1 branco torre · f1 branco rei · h1 branco torre | 7 |
| 6 | a8 preto torre · e8 preto torre · g8 preto rei · a7 preto peão · b7 preto peão · f7 preto peão · g7 preto bispo · h7 preto peão · b6 preto rainha · c6 preto peão · e6 preto bispo · g6 preto peão · c5 branco bispo · c4 branco bispo · d4 branco peão · a3 branco rainha · c3 preto cavalo · f3 branco cavalo · a2 branco peão · f2 branco peão · g2 branco peão · h2 branco peão · d1 branco torre · f1 branco rei · h1 branco torre | a8 preto torre · e8 preto torre · g8 preto rei · a7 preto peão · b7 preto peão · f7 preto peão · g7 preto bispo · h7 preto peão · b6 preto rainha · c6 preto peão · e6 preto bispo · g6 preto peão · c5 branco bispo · c4 branco bispo · d4 branco peão · a3 branco rainha · c3 preto cavalo · f3 branco cavalo · a2 branco peão · f2 branco peão · g2 branco peão · h2 branco peão · d1 branco torre · f1 branco rei · h1 branco torre | a8 preto torre · e8 preto torre · g8 preto rei · a7 preto peão · b7 preto peão · f7 preto peão · g7 preto bispo · h7 preto peão · b6 preto rainha · c6 preto peão · e6 preto bispo · g6 preto peão · c5 branco bispo · c4 branco bispo · d4 branco peão · a3 branco rainha · c3 preto cavalo · f3 branco cavalo · a2 branco peão · f2 branco peão · g2 branco peão · h2 branco peão · d1 branco torre · f1 branco rei · h1 branco torre | a8 preto torre · e8 preto torre · g8 preto rei · a7 preto peão · b7 preto peão · f7 preto peão · g7 preto bispo · h7 preto peão · b6 preto rainha · c6 preto peão · e6 preto bispo · g6 preto peão · c5 branco bispo · c4 branco bispo · d4 branco peão · a3 branco rainha · c3 preto cavalo · f3 branco cavalo · a2 branco peão · f2 branco peão · g2 branco peão · h2 branco peão · d1 branco torre · f1 branco rei · h1 branco torre | a8 preto torre · e8 preto torre · g8 preto rei · a7 preto peão · b7 preto peão · f7 preto peão · g7 preto bispo · h7 preto peão · b6 preto rainha · c6 preto peão · e6 preto bispo · g6 preto peão · c5 branco bispo · c4 branco bispo · d4 branco peão · a3 branco rainha · c3 preto cavalo · f3 branco cavalo · a2 branco peão · f2 branco peão · g2 branco peão · h2 branco peão · d1 branco torre · f1 branco rei · h1 branco torre | a8 preto torre · e8 preto torre · g8 preto rei · a7 preto peão · b7 preto peão · f7 preto peão · g7 preto bispo · h7 preto peão · b6 preto rainha · c6 preto peão · e6 preto bispo · g6 preto peão · c5 branco bispo · c4 branco bispo · d4 branco peão · a3 branco rainha · c3 preto cavalo · f3 branco cavalo · a2 branco peão · f2 branco peão · g2 branco peão · h2 branco peão · d1 branco torre · f1 branco rei · h1 branco torre | a8 preto torre · e8 preto torre · g8 preto rei · a7 preto peão · b7 preto peão · f7 preto peão · g7 preto bispo · h7 preto peão · b6 preto rainha · c6 preto peão · e6 preto bispo · g6 preto peão · c5 branco bispo · c4 branco bispo · d4 branco peão · a3 branco rainha · c3 preto cavalo · f3 branco cavalo · a2 branco peão · f2 branco peão · g2 branco peão · h2 branco peão · d1 branco torre · f1 branco rei · h1 branco torre | a8 preto torre · e8 preto torre · g8 preto rei · a7 preto peão · b7 preto peão · f7 preto peão · g7 preto bispo · h7 preto peão · b6 preto rainha · c6 preto peão · e6 preto bispo · g6 preto peão · c5 branco bispo · c4 branco bispo · d4 branco peão · a3 branco rainha · c3 preto cavalo · f3 branco cavalo · a2 branco peão · f2 branco peão · g2 branco peão · h2 branco peão · d1 branco torre · f1 branco rei · h1 branco torre | 6 |
| 5 | a8 preto torre · e8 preto torre · g8 preto rei · a7 preto peão · b7 preto peão · f7 preto peão · g7 preto bispo · h7 preto peão · b6 preto rainha · c6 preto peão · e6 preto bispo · g6 preto peão · c5 branco bispo · c4 branco bispo · d4 branco peão · a3 branco rainha · c3 preto cavalo · f3 branco cavalo · a2 branco peão · f2 branco peão · g2 branco peão · h2 branco peão · d1 branco torre · f1 branco rei · h1 branco torre | a8 preto torre · e8 preto torre · g8 preto rei · a7 preto peão · b7 preto peão · f7 preto peão · g7 preto bispo · h7 preto peão · b6 preto rainha · c6 preto peão · e6 preto bispo · g6 preto peão · c5 branco bispo · c4 branco bispo · d4 branco peão · a3 branco rainha · c3 preto cavalo · f3 branco cavalo · a2 branco peão · f2 branco peão · g2 branco peão · h2 branco peão · d1 branco torre · f1 branco rei · h1 branco torre | a8 preto torre · e8 preto torre · g8 preto rei · a7 preto peão · b7 preto peão · f7 preto peão · g7 preto bispo · h7 preto peão · b6 preto rainha · c6 preto peão · e6 preto bispo · g6 preto peão · c5 branco bispo · c4 branco bispo · d4 branco peão · a3 branco rainha · c3 preto cavalo · f3 branco cavalo · a2 branco peão · f2 branco peão · g2 branco peão · h2 branco peão · d1 branco torre · f1 branco rei · h1 branco torre | a8 preto torre · e8 preto torre · g8 preto rei · a7 preto peão · b7 preto peão · f7 preto peão · g7 preto bispo · h7 preto peão · b6 preto rainha · c6 preto peão · e6 preto bispo · g6 preto peão · c5 branco bispo · c4 branco bispo · d4 branco peão · a3 branco rainha · c3 preto cavalo · f3 branco cavalo · a2 branco peão · f2 branco peão · g2 branco peão · h2 branco peão · d1 branco torre · f1 branco rei · h1 branco torre | a8 preto torre · e8 preto torre · g8 preto rei · a7 preto peão · b7 preto peão · f7 preto peão · g7 preto bispo · h7 preto peão · b6 preto rainha · c6 preto peão · e6 preto bispo · g6 preto peão · c5 branco bispo · c4 branco bispo · d4 branco peão · a3 branco rainha · c3 preto cavalo · f3 branco cavalo · a2 branco peão · f2 branco peão · g2 branco peão · h2 branco peão · d1 branco torre · f1 branco rei · h1 branco torre | a8 preto torre · e8 preto torre · g8 preto rei · a7 preto peão · b7 preto peão · f7 preto peão · g7 preto bispo · h7 preto peão · b6 preto rainha · c6 preto peão · e6 preto bispo · g6 preto peão · c5 branco bispo · c4 branco bispo · d4 branco peão · a3 branco rainha · c3 preto cavalo · f3 branco cavalo · a2 branco peão · f2 branco peão · g2 branco peão · h2 branco peão · d1 branco torre · f1 branco rei · h1 branco torre | a8 preto torre · e8 preto torre · g8 preto rei · a7 preto peão · b7 preto peão · f7 preto peão · g7 preto bispo · h7 preto peão · b6 preto rainha · c6 preto peão · e6 preto bispo · g6 preto peão · c5 branco bispo · c4 branco bispo · d4 branco peão · a3 branco rainha · c3 preto cavalo · f3 branco cavalo · a2 branco peão · f2 branco peão · g2 branco peão · h2 branco peão · d1 branco torre · f1 branco rei · h1 branco torre | a8 preto torre · e8 preto torre · g8 preto rei · a7 preto peão · b7 preto peão · f7 preto peão · g7 preto bispo · h7 preto peão · b6 preto rainha · c6 preto peão · e6 preto bispo · g6 preto peão · c5 branco bispo · c4 branco bispo · d4 branco peão · a3 branco rainha · c3 preto cavalo · f3 branco cavalo · a2 branco peão · f2 branco peão · g2 branco peão · h2 branco peão · d1 branco torre · f1 branco rei · h1 branco torre | 5 |
| 4 | a8 preto torre · e8 preto torre · g8 preto rei · a7 preto peão · b7 preto peão · f7 preto peão · g7 preto bispo · h7 preto peão · b6 preto rainha · c6 preto peão · e6 preto bispo · g6 preto peão · c5 branco bispo · c4 branco bispo · d4 branco peão · a3 branco rainha · c3 preto cavalo · f3 branco cavalo · a2 branco peão · f2 branco peão · g2 branco peão · h2 branco peão · d1 branco torre · f1 branco rei · h1 branco torre | a8 preto torre · e8 preto torre · g8 preto rei · a7 preto peão · b7 preto peão · f7 preto peão · g7 preto bispo · h7 preto peão · b6 preto rainha · c6 preto peão · e6 preto bispo · g6 preto peão · c5 branco bispo · c4 branco bispo · d4 branco peão · a3 branco rainha · c3 preto cavalo · f3 branco cavalo · a2 branco peão · f2 branco peão · g2 branco peão · h2 branco peão · d1 branco torre · f1 branco rei · h1 branco torre | a8 preto torre · e8 preto torre · g8 preto rei · a7 preto peão · b7 preto peão · f7 preto peão · g7 preto bispo · h7 preto peão · b6 preto rainha · c6 preto peão · e6 preto bispo · g6 preto peão · c5 branco bispo · c4 branco bispo · d4 branco peão · a3 branco rainha · c3 preto cavalo · f3 branco cavalo · a2 branco peão · f2 branco peão · g2 branco peão · h2 branco peão · d1 branco torre · f1 branco rei · h1 branco torre | a8 preto torre · e8 preto torre · g8 preto rei · a7 preto peão · b7 preto peão · f7 preto peão · g7 preto bispo · h7 preto peão · b6 preto rainha · c6 preto peão · e6 preto bispo · g6 preto peão · c5 branco bispo · c4 branco bispo · d4 branco peão · a3 branco rainha · c3 preto cavalo · f3 branco cavalo · a2 branco peão · f2 branco peão · g2 branco peão · h2 branco peão · d1 branco torre · f1 branco rei · h1 branco torre | a8 preto torre · e8 preto torre · g8 preto rei · a7 preto peão · b7 preto peão · f7 preto peão · g7 preto bispo · h7 preto peão · b6 preto rainha · c6 preto peão · e6 preto bispo · g6 preto peão · c5 branco bispo · c4 branco bispo · d4 branco peão · a3 branco rainha · c3 preto cavalo · f3 branco cavalo · a2 branco peão · f2 branco peão · g2 branco peão · h2 branco peão · d1 branco torre · f1 branco rei · h1 branco torre | a8 preto torre · e8 preto torre · g8 preto rei · a7 preto peão · b7 preto peão · f7 preto peão · g7 preto bispo · h7 preto peão · b6 preto rainha · c6 preto peão · e6 preto bispo · g6 preto peão · c5 branco bispo · c4 branco bispo · d4 branco peão · a3 branco rainha · c3 preto cavalo · f3 branco cavalo · a2 branco peão · f2 branco peão · g2 branco peão · h2 branco peão · d1 branco torre · f1 branco rei · h1 branco torre | a8 preto torre · e8 preto torre · g8 preto rei · a7 preto peão · b7 preto peão · f7 preto peão · g7 preto bispo · h7 preto peão · b6 preto rainha · c6 preto peão · e6 preto bispo · g6 preto peão · c5 branco bispo · c4 branco bispo · d4 branco peão · a3 branco rainha · c3 preto cavalo · f3 branco cavalo · a2 branco peão · f2 branco peão · g2 branco peão · h2 branco peão · d1 branco torre · f1 branco rei · h1 branco torre | a8 preto torre · e8 preto torre · g8 preto rei · a7 preto peão · b7 preto peão · f7 preto peão · g7 preto bispo · h7 preto peão · b6 preto rainha · c6 preto peão · e6 preto bispo · g6 preto peão · c5 branco bispo · c4 branco bispo · d4 branco peão · a3 branco rainha · c3 preto cavalo · f3 branco cavalo · a2 branco peão · f2 branco peão · g2 branco peão · h2 branco peão · d1 branco torre · f1 branco rei · h1 branco torre | 4 |
| 3 | a8 preto torre · e8 preto torre · g8 preto rei · a7 preto peão · b7 preto peão · f7 preto peão · g7 preto bispo · h7 preto peão · b6 preto rainha · c6 preto peão · e6 preto bispo · g6 preto peão · c5 branco bispo · c4 branco bispo · d4 branco peão · a3 branco rainha · c3 preto cavalo · f3 branco cavalo · a2 branco peão · f2 branco peão · g2 branco peão · h2 branco peão · d1 branco torre · f1 branco rei · h1 branco torre | a8 preto torre · e8 preto torre · g8 preto rei · a7 preto peão · b7 preto peão · f7 preto peão · g7 preto bispo · h7 preto peão · b6 preto rainha · c6 preto peão · e6 preto bispo · g6 preto peão · c5 branco bispo · c4 branco bispo · d4 branco peão · a3 branco rainha · c3 preto cavalo · f3 branco cavalo · a2 branco peão · f2 branco peão · g2 branco peão · h2 branco peão · d1 branco torre · f1 branco rei · h1 branco torre | a8 preto torre · e8 preto torre · g8 preto rei · a7 preto peão · b7 preto peão · f7 preto peão · g7 preto bispo · h7 preto peão · b6 preto rainha · c6 preto peão · e6 preto bispo · g6 preto peão · c5 branco bispo · c4 branco bispo · d4 branco peão · a3 branco rainha · c3 preto cavalo · f3 branco cavalo · a2 branco peão · f2 branco peão · g2 branco peão · h2 branco peão · d1 branco torre · f1 branco rei · h1 branco torre | a8 preto torre · e8 preto torre · g8 preto rei · a7 preto peão · b7 preto peão · f7 preto peão · g7 preto bispo · h7 preto peão · b6 preto rainha · c6 preto peão · e6 preto bispo · g6 preto peão · c5 branco bispo · c4 branco bispo · d4 branco peão · a3 branco rainha · c3 preto cavalo · f3 branco cavalo · a2 branco peão · f2 branco peão · g2 branco peão · h2 branco peão · d1 branco torre · f1 branco rei · h1 branco torre | a8 preto torre · e8 preto torre · g8 preto rei · a7 preto peão · b7 preto peão · f7 preto peão · g7 preto bispo · h7 preto peão · b6 preto rainha · c6 preto peão · e6 preto bispo · g6 preto peão · c5 branco bispo · c4 branco bispo · d4 branco peão · a3 branco rainha · c3 preto cavalo · f3 branco cavalo · a2 branco peão · f2 branco peão · g2 branco peão · h2 branco peão · d1 branco torre · f1 branco rei · h1 branco torre | a8 preto torre · e8 preto torre · g8 preto rei · a7 preto peão · b7 preto peão · f7 preto peão · g7 preto bispo · h7 preto peão · b6 preto rainha · c6 preto peão · e6 preto bispo · g6 preto peão · c5 branco bispo · c4 branco bispo · d4 branco peão · a3 branco rainha · c3 preto cavalo · f3 branco cavalo · a2 branco peão · f2 branco peão · g2 branco peão · h2 branco peão · d1 branco torre · f1 branco rei · h1 branco torre | a8 preto torre · e8 preto torre · g8 preto rei · a7 preto peão · b7 preto peão · f7 preto peão · g7 preto bispo · h7 preto peão · b6 preto rainha · c6 preto peão · e6 preto bispo · g6 preto peão · c5 branco bispo · c4 branco bispo · d4 branco peão · a3 branco rainha · c3 preto cavalo · f3 branco cavalo · a2 branco peão · f2 branco peão · g2 branco peão · h2 branco peão · d1 branco torre · f1 branco rei · h1 branco torre | a8 preto torre · e8 preto torre · g8 preto rei · a7 preto peão · b7 preto peão · f7 preto peão · g7 preto bispo · h7 preto peão · b6 preto rainha · c6 preto peão · e6 preto bispo · g6 preto peão · c5 branco bispo · c4 branco bispo · d4 branco peão · a3 branco rainha · c3 preto cavalo · f3 branco cavalo · a2 branco peão · f2 branco peão · g2 branco peão · h2 branco peão · d1 branco torre · f1 branco rei · h1 branco torre | 3 |
| 2 | a8 preto torre · e8 preto torre · g8 preto rei · a7 preto peão · b7 preto peão · f7 preto peão · g7 preto bispo · h7 preto peão · b6 preto rainha · c6 preto peão · e6 preto bispo · g6 preto peão · c5 branco bispo · c4 branco bispo · d4 branco peão · a3 branco rainha · c3 preto cavalo · f3 branco cavalo · a2 branco peão · f2 branco peão · g2 branco peão · h2 branco peão · d1 branco torre · f1 branco rei · h1 branco torre | a8 preto torre · e8 preto torre · g8 preto rei · a7 preto peão · b7 preto peão · f7 preto peão · g7 preto bispo · h7 preto peão · b6 preto rainha · c6 preto peão · e6 preto bispo · g6 preto peão · c5 branco bispo · c4 branco bispo · d4 branco peão · a3 branco rainha · c3 preto cavalo · f3 branco cavalo · a2 branco peão · f2 branco peão · g2 branco peão · h2 branco peão · d1 branco torre · f1 branco rei · h1 branco torre | a8 preto torre · e8 preto torre · g8 preto rei · a7 preto peão · b7 preto peão · f7 preto peão · g7 preto bispo · h7 preto peão · b6 preto rainha · c6 preto peão · e6 preto bispo · g6 preto peão · c5 branco bispo · c4 branco bispo · d4 branco peão · a3 branco rainha · c3 preto cavalo · f3 branco cavalo · a2 branco peão · f2 branco peão · g2 branco peão · h2 branco peão · d1 branco torre · f1 branco rei · h1 branco torre | a8 preto torre · e8 preto torre · g8 preto rei · a7 preto peão · b7 preto peão · f7 preto peão · g7 preto bispo · h7 preto peão · b6 preto rainha · c6 preto peão · e6 preto bispo · g6 preto peão · c5 branco bispo · c4 branco bispo · d4 branco peão · a3 branco rainha · c3 preto cavalo · f3 branco cavalo · a2 branco peão · f2 branco peão · g2 branco peão · h2 branco peão · d1 branco torre · f1 branco rei · h1 branco torre | a8 preto torre · e8 preto torre · g8 preto rei · a7 preto peão · b7 preto peão · f7 preto peão · g7 preto bispo · h7 preto peão · b6 preto rainha · c6 preto peão · e6 preto bispo · g6 preto peão · c5 branco bispo · c4 branco bispo · d4 branco peão · a3 branco rainha · c3 preto cavalo · f3 branco cavalo · a2 branco peão · f2 branco peão · g2 branco peão · h2 branco peão · d1 branco torre · f1 branco rei · h1 branco torre | a8 preto torre · e8 preto torre · g8 preto rei · a7 preto peão · b7 preto peão · f7 preto peão · g7 preto bispo · h7 preto peão · b6 preto rainha · c6 preto peão · e6 preto bispo · g6 preto peão · c5 branco bispo · c4 branco bispo · d4 branco peão · a3 branco rainha · c3 preto cavalo · f3 branco cavalo · a2 branco peão · f2 branco peão · g2 branco peão · h2 branco peão · d1 branco torre · f1 branco rei · h1 branco torre | a8 preto torre · e8 preto torre · g8 preto rei · a7 preto peão · b7 preto peão · f7 preto peão · g7 preto bispo · h7 preto peão · b6 preto rainha · c6 preto peão · e6 preto bispo · g6 preto peão · c5 branco bispo · c4 branco bispo · d4 branco peão · a3 branco rainha · c3 preto cavalo · f3 branco cavalo · a2 branco peão · f2 branco peão · g2 branco peão · h2 branco peão · d1 branco torre · f1 branco rei · h1 branco torre | a8 preto torre · e8 preto torre · g8 preto rei · a7 preto peão · b7 preto peão · f7 preto peão · g7 preto bispo · h7 preto peão · b6 preto rainha · c6 preto peão · e6 preto bispo · g6 preto peão · c5 branco bispo · c4 branco bispo · d4 branco peão · a3 branco rainha · c3 preto cavalo · f3 branco cavalo · a2 branco peão · f2 branco peão · g2 branco peão · h2 branco peão · d1 branco torre · f1 branco rei · h1 branco torre | 2 |
| 1 | a8 preto torre · e8 preto torre · g8 preto rei · a7 preto peão · b7 preto peão · f7 preto peão · g7 preto bispo · h7 preto peão · b6 preto rainha · c6 preto peão · e6 preto bispo · g6 preto peão · c5 branco bispo · c4 branco bispo · d4 branco peão · a3 branco rainha · c3 preto cavalo · f3 branco cavalo · a2 branco peão · f2 branco peão · g2 branco peão · h2 branco peão · d1 branco torre · f1 branco rei · h1 branco torre | a8 preto torre · e8 preto torre · g8 preto rei · a7 preto peão · b7 preto peão · f7 preto peão · g7 preto bispo · h7 preto peão · b6 preto rainha · c6 preto peão · e6 preto bispo · g6 preto peão · c5 branco bispo · c4 branco bispo · d4 branco peão · a3 branco rainha · c3 preto cavalo · f3 branco cavalo · a2 branco peão · f2 branco peão · g2 branco peão · h2 branco peão · d1 branco torre · f1 branco rei · h1 branco torre | a8 preto torre · e8 preto torre · g8 preto rei · a7 preto peão · b7 preto peão · f7 preto peão · g7 preto bispo · h7 preto peão · b6 preto rainha · c6 preto peão · e6 preto bispo · g6 preto peão · c5 branco bispo · c4 branco bispo · d4 branco peão · a3 branco rainha · c3 preto cavalo · f3 branco cavalo · a2 branco peão · f2 branco peão · g2 branco peão · h2 branco peão · d1 branco torre · f1 branco rei · h1 branco torre | a8 preto torre · e8 preto torre · g8 preto rei · a7 preto peão · b7 preto peão · f7 preto peão · g7 preto bispo · h7 preto peão · b6 preto rainha · c6 preto peão · e6 preto bispo · g6 preto peão · c5 branco bispo · c4 branco bispo · d4 branco peão · a3 branco rainha · c3 preto cavalo · f3 branco cavalo · a2 branco peão · f2 branco peão · g2 branco peão · h2 branco peão · d1 branco torre · f1 branco rei · h1 branco torre | a8 preto torre · e8 preto torre · g8 preto rei · a7 preto peão · b7 preto peão · f7 preto peão · g7 preto bispo · h7 preto peão · b6 preto rainha · c6 preto peão · e6 preto bispo · g6 preto peão · c5 branco bispo · c4 branco bispo · d4 branco peão · a3 branco rainha · c3 preto cavalo · f3 branco cavalo · a2 branco peão · f2 branco peão · g2 branco peão · h2 branco peão · d1 branco torre · f1 branco rei · h1 branco torre | a8 preto torre · e8 preto torre · g8 preto rei · a7 preto peão · b7 preto peão · f7 preto peão · g7 preto bispo · h7 preto peão · b6 preto rainha · c6 preto peão · e6 preto bispo · g6 preto peão · c5 branco bispo · c4 branco bispo · d4 branco peão · a3 branco rainha · c3 preto cavalo · f3 branco cavalo · a2 branco peão · f2 branco peão · g2 branco peão · h2 branco peão · d1 branco torre · f1 branco rei · h1 branco torre | a8 preto torre · e8 preto torre · g8 preto rei · a7 preto peão · b7 preto peão · f7 preto peão · g7 preto bispo · h7 preto peão · b6 preto rainha · c6 preto peão · e6 preto bispo · g6 preto peão · c5 branco bispo · c4 branco bispo · d4 branco peão · a3 branco rainha · c3 preto cavalo · f3 branco cavalo · a2 branco peão · f2 branco peão · g2 branco peão · h2 branco peão · d1 branco torre · f1 branco rei · h1 branco torre | a8 preto torre · e8 preto torre · g8 preto rei · a7 preto peão · b7 preto peão · f7 preto peão · g7 preto bispo · h7 preto peão · b6 preto rainha · c6 preto peão · e6 preto bispo · g6 preto peão · c5 branco bispo · c4 branco bispo · d4 branco peão · a3 branco rainha · c3 preto cavalo · f3 branco cavalo · a2 branco peão · f2 branco peão · g2 branco peão · h2 branco peão · d1 branco torre · f1 branco rei · h1 branco torre | 1 |
|   | a | b | c | d | e | f | g | h |   |

Apesar da perda da Dama ser decisiva no desfecho de uma partida, existem uma boa quantidade de partidas que envolvem seu sacrifício. Partidas como a Imortal de Anderssen, Sempreviva e da Ópera são exemplos notáveis que envolvem esta combinação. Uma outra partida famosa da história do xadrez, conhecida como a Partida do Século, envolve o sacrifício passivo da Dama negra no movimento dezessete. Esta partida foi disputada por Bobby Fischer, com treze anos e jogando com as negras, que enfrentava Donald Byrne durante um torneio em Nova Iorque em 1956.
Nota explicativa: As notações em negrito indicam os lances da partida
1. Cf3 Cf6 2. c4 g6 3. Cc3 Bg7 4. d4 O-O 5. Bf4 d5 6. Db3 dxc4 7. Dxc4 c6 8. e4 Cbd7 9. Td1 Cb6 10. Dc5 Bg4 11. Bg5 Ca4 12. Da3 Cxc3 13. bxc3 Cxe4 14. Bxe7 Db6 15. Bc4 Cxc3 16. Bc5 Tfe8+ 17. Rf1 Be6!! Robert Wade comenta que se esta é a partida do século, este é o lance do século. Negar a oferta da Dama não é tão simples pois 18. Bxe6 leva a um Mate de Philidor com 18. Db5+ 19. Rg1 Ce2+ 20. Rf1 Cg3+ 21. Rg1 Df1+ 22. Txf1 Ce2#. O jogo continuou com 18. Bxb6 Bxc4+ 19. Rg1 Ce2+ Esta série de xeques  descobertos é uma combinação conhecida como moinho de vento 20. Rf1 Cxd4+ 21.Rg1 Ce2+ 22.Rf1 Cc3+ 23.Rg1 axb6 24.Db4 Ta4 25.Dxb6 Cxd1 26. h3 Txa2 27.Rh2 Cxf2 28.Te1 Txe1 29.Dd8+ Bf8 30.Cxe1 Bd5 31.Cf3 Ce4 32.Db8 b5 33.h4 h5 34.Ce5 Rg7 35.Rg1 Bc5+ 36.Rf1 Cg3+ 37.Re1 Bb4+ 38.Rd1 Bb3+ 39.Rc1 Ce2+ 40.Rb1 Cc3+ 41.Rc1 Tc2# 0-1